# Najac
Najac é uma comuna francesa na região administrativa de Occitânia, no departamento de Aveyron. Estende-se por uma área de 5,388 km². Em 2010 a comuna tinha 719 habitantes (densidade: 133,4 hab./km²).8 hab/km².
Pertence à rede das As mais belas aldeias de França.